# 塞尔西奥·法哈多
塞尔西奥·法哈多·瓦尔德拉玛（西班牙語：Sergio Fajardo Valderrama，1956年6月19日—）是哥伦比亚政治家和数学家。法哈多在2012年至2016年间担任安蒂奥基亚省省长。2003年，他当选为哥伦比亚第二大城市、安蒂奥基亚省省会麦德林市长。2010年总统选举中，法哈多是安塔纳斯·莫库斯的副总统候选人，最终输给了胡安·曼努埃尔·桑托斯和安吉利诺·加松，排在第二位。法哈尔多把自己定义为一个务实的政治家，没有特定的意识形态，哥伦比亚的政治分析家和媒体把他称为一个与哥伦比亚传统政党没有联系的中间派政治家。
2017年7月，法哈多宣布将参选即将到来的2018年总统选举。2018年5月27日，他在总统选举第一轮中获得第三名，并在首都波哥大获得最多数选票，但无缘第二轮。

## 早年生活和教育经历
塞尔西奥·法哈多在哥伦比亚的麦德林出生并长大。在那里，他从本笃会学院（Colegio Benedictino，高中）毕业，然后搬到波哥大，获得了波哥大安第斯大学的数学学士和研究生学位。法哈多后来去美国攻读博士学位，并在威斯康星大学麦迪逊分校获得数学博士学位，辅修经济学。

## 职业生涯
在40岁开始从政之前，塞尔西奥·法哈多在安第斯大学和哥伦比亚国立大学教授数理逻辑，同时也参加了国家科学委员会和安蒂奥基亚和平委员会等组织的工作。
2003年，法哈多当选为麦德林市第一位独立市长。在他四年的执政期间，他领导了该市的重大变革，为此，他于2007年被评为哥伦比亚最佳市长，并获得了其他国家和国际奖项。
2010年，他担任独立政治家、数学家安塔纳斯·莫库斯的副总统候选人。2012年至2015年，法哈尔多担任安蒂奥基亚省省长。根据哥伦比亚国家规划部和反腐败办公室统计，在其执政期间，安蒂奥基亚省在政府开放、透明度和石油开采费投资方面表现最好。2015年，他被哥伦比亚领导者（Colombia Líder）组织提名为该国最佳省长。
法哈多在2018年以独立总统候选人身份参选总统，得到了由绿色联盟、替代民主极点及他的公民承诺运动组成的哥伦比亚联盟的支持。在第一轮选举中，法哈多获得了450多万张选票，距离晋级第二轮选举只差1.5%。